# Аранда, Оскар
О́скар Ара́нда Субье́ла (исп. Óscar Aranda Subiela; род. 29 апреля 2002, Гранада, Андалусия) — испанский футболист, нападающий клуба «Фамаликан».

## Клубная карьера
Аранда — воспитанник клубов «Уэтор Вега», «Гранада», «Малага» и «Реал Мадрид». 21 февраля 2021 года в матче против «Побленсе» он дебютировал во Втором дивизионе Испании за дублирующий состав последних. Летом 2023 года Аранда перешёл в португальский «Фамаликан». 11 августа в матче против «Браги» он дебютировал в Сангриш лиге. В этом же поединке Оскар забил свой первый гол за «Фамаликан».  

## Международная карьера
В 2019 году в составе юношеской сборной Испании Аранда принял участие в юношеском чемпионате Европы в Ирландии. На турнире он сыграл в матчах против команд Италии, Нидерландов, Австрии и Германии. 
В 2019 году в составе юношеской сборной Испании Аранда принял участие в юношеском чемпионате мира в Бразилии. На турнире он сыграл в матчах против команд Аргентины, Камеруна, Сенегала и Франции.